# Randia sonorensis
Randia sonorensis är en måreväxtart som beskrevs av Ira Loren Wiggins. Randia sonorensis ingår i släktet Randia och familjen måreväxter. Inga underarter finns listade i Catalogue of Life.